# ミスにんじん
『ミスにんじん』（原題：미쓰 홍당무）は、2008年公開の韓国映画。イ・ギョンミの長編映画監督デビュー作であり、パク・チャヌクの初プロデュース作。主演はコン・ヒョジン。映画監督のポン・ジュノ、パク・チャヌクが特別出演している。
日本では劇場未公開だが、2010年3月5日にファインフィルムズからDVDが発売された。

## ストーリー
高校のロシア語教師として働くヤン・ミスク（コン・ヒョジン）は、何かあるとすぐ赤面してしまう赤面症。それを気にするあまり、29年間墓穴を掘り続けて生きてきた不憫な女性である。思い込みも激しく、たった2回隣に座っただけの同僚教師・ソ先生（イ・ジョンヒョク）が自分に好意を抱いていると勘違いする始末。そんな彼女の天敵は、同じロシア語教師で容姿端麗なイ・ユリ（ファン・ウスレ）。何をやっても上手くいかないミスクと何をやっても愛されるユリは対照的な人生を生きていた。
そんな中、ロシア語の人気がないという理由で、ミスクは中学校の英語担当に変更になる。一方、ミスクが想いを寄せるソ先生とユリは急接近。ミスクは2人の仲を引き離そうと、ソ先生の娘でわがままな中学生・ジョンヒ（ソウ）と同盟を組み、逆襲を開始する。

## キャスト
- コン・ヒョジン：ヤン・ミスク
- イ・ジョンヒョク：ソ・ジョンチョル
- ソウ：ソ・ジョンヒ
- ファン・ウスレ：イ・ユリ
- パン・ウンジン：ソン・ウンギョ
- ペ・ソンウ：皮膚科の医者
- ソ・ボイク：音楽のピョン先生
- ラ・ミラン：貞女教務
- コ・ヒジュ：物置居眠り学生
- パク・チス：講堂学生1
- チョン・ミンジョン：講堂学生2
- チャン・ジニョン：梅組級長
- マイケル・オンイェカ：英語講師
- キム・ヒヨン：チャン先生
- チャン・ヘジン：12番学生
- マ・セラ：僧侶学生
- ソン・ジュウン：修道女学生
- チェ・ユラ：梅組学生1
- キム・チェユン：梅組学生2
- ヤン・ヒョンジン：梅組学生3
- イ・ダウン：梅組学生4
- ユン・ヨンス：走る学生
- キム・チェウル：走る女性
- チョン・ジュンス：学校警備員
- キム・ボヒョン：瞑想組級長
- ホン・ヒョンチョル：皮膚科警備員
- キム・ソンウン：中華料理店の給仕
- ポン・ジュノ：学院受講生の会社員  ※特別出演
- チョン・ジョンフン：修学旅行団体写真の撮影技師　※特別出演
- パク・チャヌク：通行人  ※特別出演
- ソ・ヨンジュ：皮膚科の看護師 ※特別出演
- チェ・ヒジン：皮膚科看護師  ※友情出演

## 受賞

### 2008年度
- 第29回青龍映画賞：新人監督賞（イ・ギョンミ）
- 第29回青龍映画賞：脚本賞（イ・ギョンミ）
- 第8回ニューヨーク・アジア映画祭：次世代アジアスター賞（コン・ヒョジン）
- 第18回釜日映画賞：新人女優賞（ソウ）
- 第11回ディレクターズ・カット・アワード：今年の制作者賞（パク・チャヌク）
- 第11回ディレクターズ・カット・アワード：今年の演技者賞（コン・ヒョジン）
- 第11回ディレクターズ・カット・アワード：新人演技者賞（ソウ）
- 第28回韓国映画評論家協会賞：女性新人賞（ソウ）
- 第7回大韓民国映画大賞：主演女優賞（コン・ヒョジン）
- 第7回大韓民国映画大賞：新人女優賞（ソウ）
- 第1回KMDbチョイスアワード：助演女優賞（ソウ）